# Reherischefnacht-Pyramide
Die Reherischefnacht-Pyramide ist das Grabmal des altägyptischen Beamten Reherischefnacht. Sie befindet sich in Sakkara-Süd und ist unmittelbar an die Königinnenpyramiden des Grabkomplexes von Pharao Pepi I. aus der 6. Dynastie angebaut, wurde aber selbst wohl erst am Ende der 11. oder am Anfang der 12. Dynastie errichtet. Sie ist somit die älteste ägyptische Pyramide, in der eine Person bestattet wurde, die nicht dem Königshaus angehörte. Die Pyramide wurde erst Anfang der 2000er Jahre durch die Mission Archéologique Française de Saqqâra unter der Leitung von Audran Labrousse entdeckt und 2005 erstmals genauer erforscht.

## Die Pyramide
Die Pyramide hat eine Seitenlänge von lediglich 13,10 m und ist damit deutlich kleiner als die angrenzenden Königinnenpyramiden. Als Baumaterial dienten hauptsächlich Bruchstücke aus Kalkstein, die ursprünglich in anderen Bauwerken aus der Umgebung verbaut worden waren und die hier wiederverwendet wurden. So wurden etwa Opferplatten, Stelen, Kapellenpfosten und Türstürze gefunden. Viele der Blöcke sind beschriftet und enthalten Nennungen von Namen und Titeln bisher unbekannter Personen des ausgehenden Alten Reiches. So wurde etwa ein zerbrochener Türsturz gefunden, der zum Grab einer bis dahin unbekannten Gemahlin Pepis I. namens Sebutet gehörte. Weiterhin wurden Fragmente entdeckt, die zur Grabkammer einer Frau namens Behenu gehörten.

## Die Substruktur
Von Norden aus führt ein Schacht hinab zur Grabkammer. Diese liegt unterirdisch und wurde in einem kleinen Graben erbaut. Ihre Decke besteht aus Platten, welche sich auf Höhe der Pyramidenbasis befinden. Die vorderste von ihnen trägt den mit roter Farbe geschriebenen Namenszug des Grabinhabers. Die Dekoration der Grabkammer ist eine Synthese aus Motiven der 6. und der 11./12. Dynastie. So wurde ein Hieroglyphenband, das eigentlich an der Außenseite von Särgen angebracht wurde, mit dem Dekorationsprogramm der Sarginnenseiten der 6. Dynastie kombiniert. Der obere Teil der West- und Südwand ist mit einem Geräte-Fries dekoriert, welcher die Grabausstattung des Reherischefnacht darstellt. Der untere Teile der beiden Wände sowie die Ostwand sind mit Hieroglyphen beschriftet. Der westliche Teil der Beschriftung besteht aus den Sprüchen 214–217 der Pyramidentexte, der östliche Teil aus dem Spruch 335 der Sargtexte.